# مجموعه ورزشی سازمان صنایع دفاع
مجموعه ورزشی سازمان صنایع دفاع یک مجموعه ورزشی در شمال شرق تهران و محله نوبنیاد است. مالک این مجموعه سازمان صنایع دفاع ایران است.
این مجموعه محل برگزاری تمرینات میباشد.

## مشخصات
این مجموعه در دهه ۱۳۵۰ تاسیس شده و شامل چندین سالن چند منظوره برای ورزش‌های والیبال، بسکتبال و هندبال است. یک استخر سرپوشیده و یک زمین فوتبال از دیگر امکانات این مجموعه هستند. آدرس مرکزی تهران :پاسداران-م.نوبنیاد-خ.شهید لنگری-خ.صنایع-روبروی بیمارستان چمران

## زمین فوتبال
زمین فوتبال این مجموعه در گذشته محل بازی‌های تیم‌هایی همچون پارسه بود. همچنین مسابقات ارتش‌های جهان نیز در این مجموعه برگزار شده‌اند. باشگاه فوتبال استقلال تهران در از سال ۱۳۹۶ اقدام به برگزاری تمریناتش در این زمین نموده‌است و همچنین در سال ۱۴۰۰ دوباره تمرینات خود را به این زمین انتقال داده است.